# П'ядун багатоїдний
П'ядун багатоїдний (Xanthorhoe fluctuata) — вид метеликів з родини п'ядунів (Geometridae).

## Поширення
Вид досить звичайний і поширений. Його ареал займає величезну територію від  Ірландії до Японії. Населяє також  Північну Африку та Близький Схід.

## Опис
Він має розмах крил 27-31 мм. Крила сірувато-білі з трьома неправильними чорними плямами уздовж краю переднього крила, найбільша в середині. Іноді зустрічаються набагато темніші (меланістичні) форми.

## Спосіб життя
Личинка сірого або зеленого кольору з блідим, ромбоподібним візерунком уздовж спини. Вона, як правило, харчується квітковими рослинами родини хрестоцвітих. Описаний випадок живлення листям  настурції.